# Oms (Pyrénées-Orientales)
Pour les articles homonymes, voir OMS (homonymie).
Ne doit pas être confondu avec Homs.
Oms [ɔms]  est une commune française située dans l'est du département des Pyrénées-Orientales, en région Occitanie. Ses habitants sont appelés les Ulmiens. Le nom de la commune est un mot catalan signifiant les ormes, lesquels ornent son blason. L'artère principale de la commune s'appelle fort précisément la rue de l'Orme. Sur le plan historique et culturel, la commune est dans la région des Aspres, un minusule territoire roussillonnais compris entre les sillons de la Têt au nord et du Tech au sud qui tire son nom de la nature caillouteuse de ses sols.
Exposée à un climat méditerranéen, elle est drainée par la Canterrane, la Palmère, le Riucerda, la rivière des Aigues, le ruisseau de Caratg et par divers autres petits cours d'eau. La commune possède un patrimoine naturel remarquable composé d'une zone naturelle d'intérêt écologique, faunistique et floristique.
Oms est une commune rurale qui compte 354 habitants en 2022, après avoir connu une forte hausse de la population depuis 1968. Elle fait partie de l'aire d'attraction de Perpignan. Ses habitants sont appelés les Ulmiens ou  Ulmiennes.

## Géographie

### Localisation
La commune d'Oms se trouve dans le département des Pyrénées-Orientales, en région Occitanie.
Elle se situe à 24 km à vol d'oiseau de Perpignan, préfecture du département, à 8 km de Céret, sous-préfecture, et à 11 km de Thuir, bureau centralisateur du canton des Aspres dont dépend la commune depuis 2015 pour les élections départementales.
La commune fait en outre partie du bassin de vie de Céret.
Les communes les plus proches sont : 
Calmeilles (2,0 km), Taillet (2,7 km), Llauro (3,9 km), Montauriol (4,2 km), Caixas (4,5 km), Tordères (4,9 km), Taulis (5,7 km), Vivès (5,8 km).
Sur le plan historique et culturel, Oms fait partie de la région des Aspres. Compris entre les sillons de la Têt au nord et du Tech au sud, ce minuscule territoire roussillonnais tire son nom de la nature caillouteuse de ses sols.

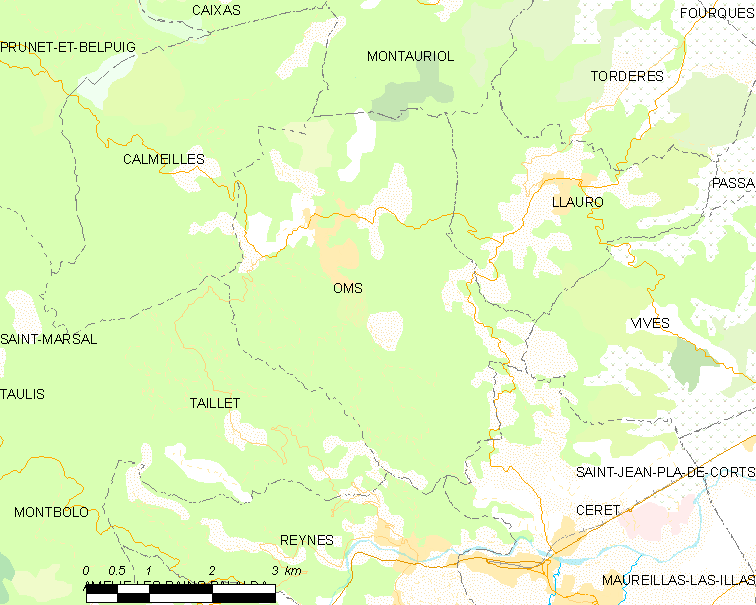
Situation de la commune.

| Calmeilles | Montauriol | Llauro |
| Taillet    | Oms        | Vivès  |
|            | Reynès     | Céret  |

### Géologie et relief

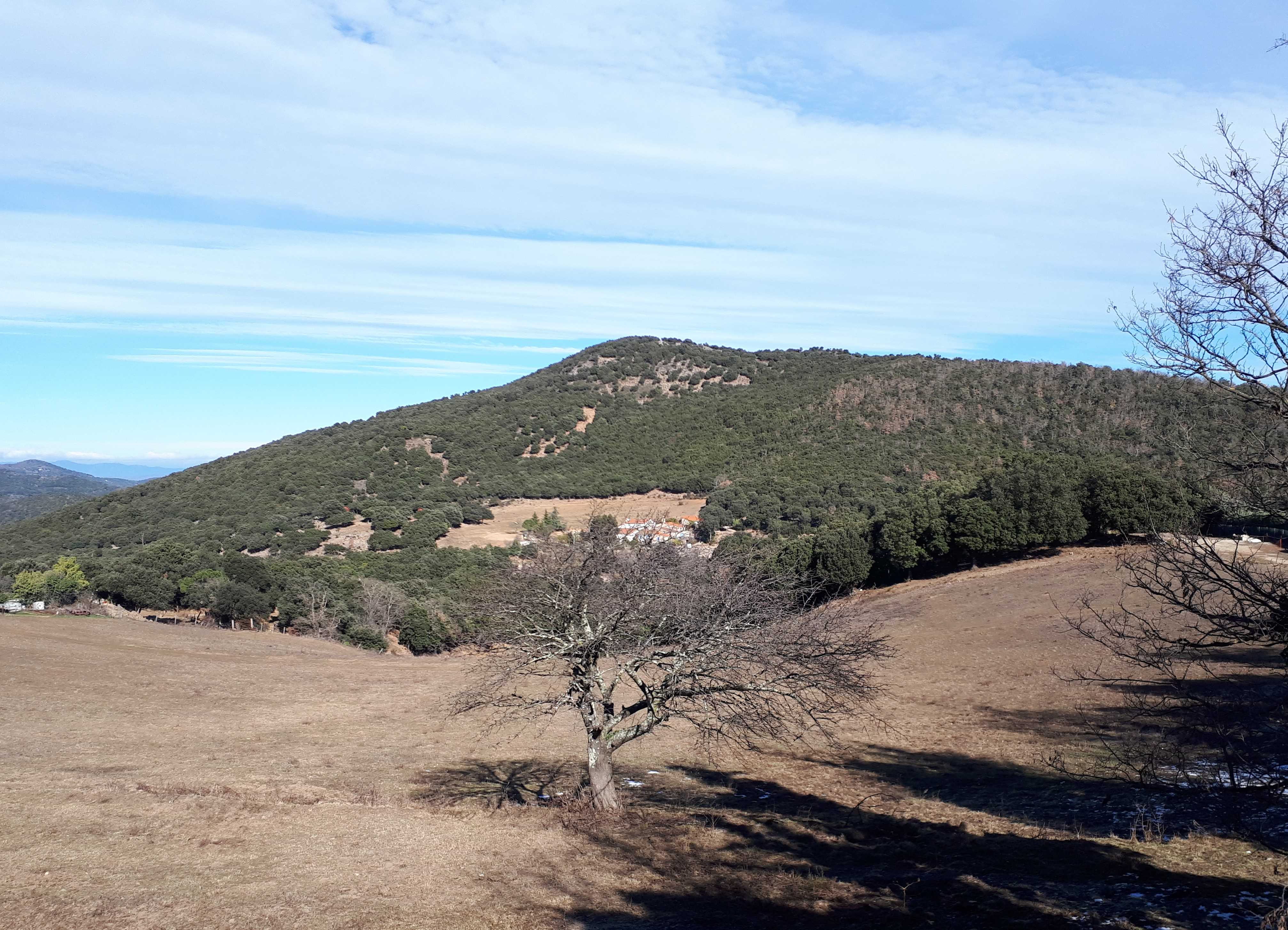
Vue depuis les abords du village d'Oms vers La Calcine.

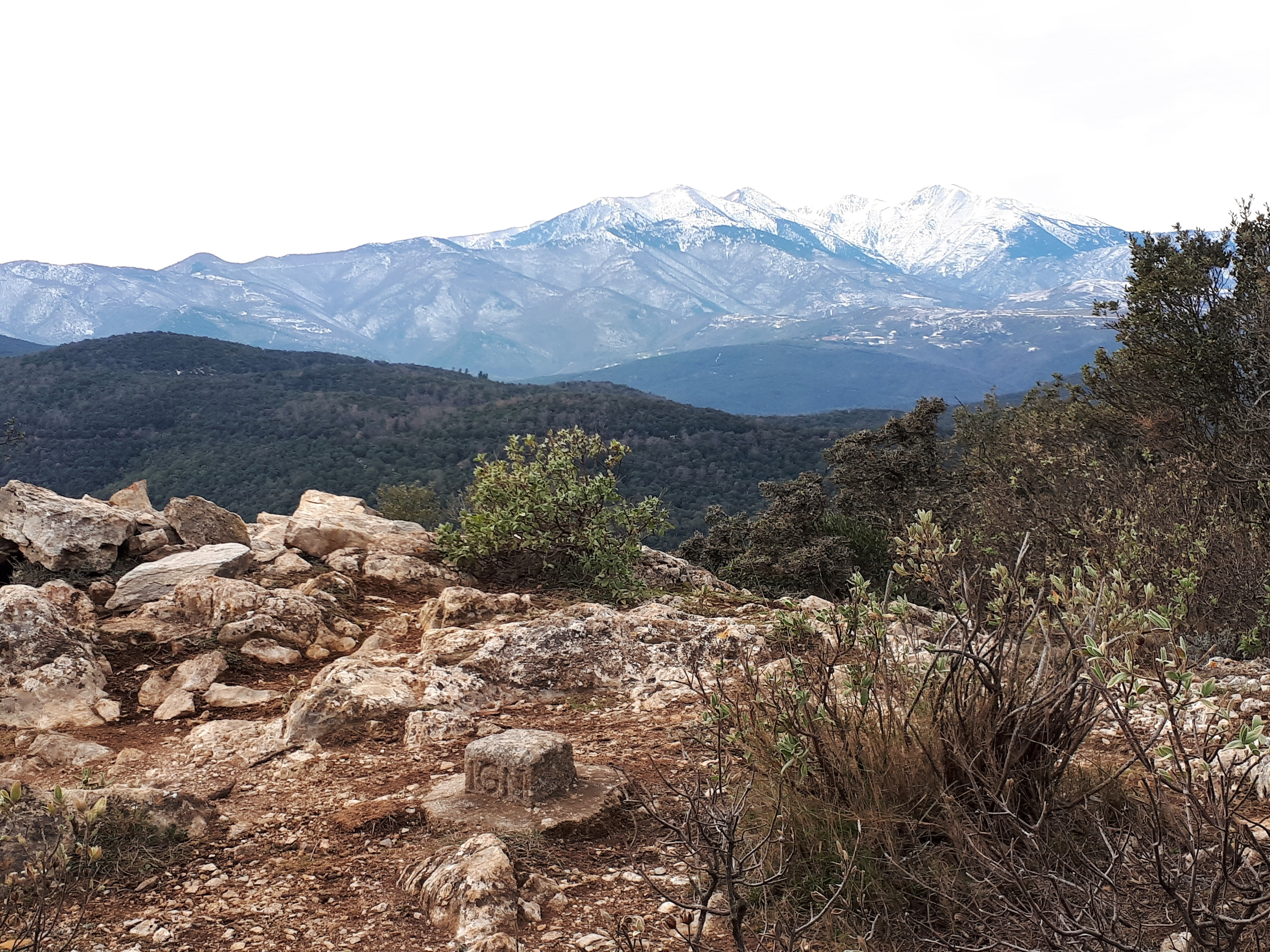
Vue vers le versant est du massif du Canigou depuis le sommet de la Calcine (affleurement de calcite dolomitisée).

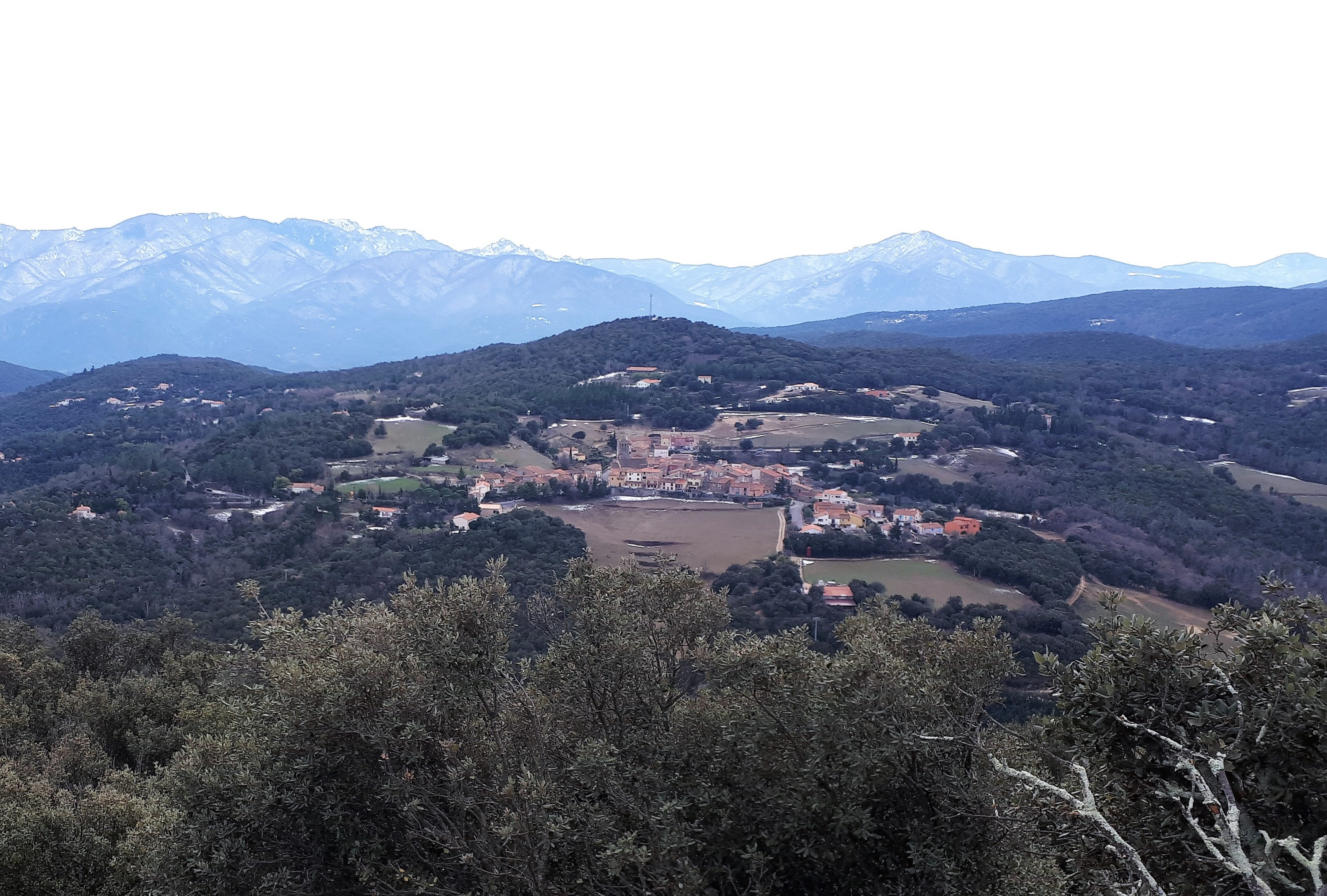
Vue vers le sud depuis "la Calcina" (ou Calcine) sur le village d'Oms. À 500 mètres d'altitude, Oms est l'un des villages les plus élevés des Aspres. Au fond : les montagnes de Vallespir (rive droite).

En tant que commune entièrement située dans l'unité géologique des Aspres, Oms repose sur les formations paléozoïques de la zone axiale des Pyrénées. Une grande partie de ces formations est constituée de sédiments d'âge cambrien et ordovicien, métamorphisés lors de l'orogenèse varisque, il y a 300 millions d'années. Cependant, dans la partie nord de la commune, il existe un important affleurement de dolomie dévonienne. Cela se traduit topographiquement par une colline à sommet plat appelée "La Calcine" (ou "Calcina").
L'omsite, minéral reconnu en 2012, est nommé d'après le territoire d'Oms, où a été découvert le topotype.
La commune est classée en zone de sismicité 3, correspondant à une sismicité modérée.

### Climat
Pour des articles plus généraux, voir Climat de l'Occitanie et Climat des Pyrénées-Orientales.
En 2010, le climat de la commune est de type climat méditerranéen franc, selon une étude du CNRS s'appuyant sur une série de données couvrant la période 1971-2000. En 2020, Météo-France publie une typologie des climats de la France métropolitaine dans laquelle la commune est exposée à un climat méditerranéen et est dans la région climatique Pyrénées orientales, caractérisée par une faible pluviométrie, un très bon ensoleillement (2 600 h/an), un air sec, particulièrement en hiver et peu de brouillards.
Pour la période 1971-2000, la température annuelle moyenne est de 12,7 °C, avec une amplitude thermique annuelle de 14,9 °C. Le cumul annuel moyen de précipitations est de 759 mm, avec 6,4 jours de précipitations en janvier et 3,9 jours en juillet. Pour la période 1991-2020, la température moyenne annuelle observée sur la station météorologique la plus proche, située sur la commune de Caixas à 4 km à vol d'oiseau, est de 15,5 °C et le cumul annuel moyen de précipitations est de 729,7 mm,. Pour l'avenir, les paramètres climatiques de la commune estimés pour 2050 selon différents scénarios d’émission de gaz à effet de serre sont consultables sur un site dédié publié par Météo-France en novembre 2022.

### Milieux naturels et biodiversité

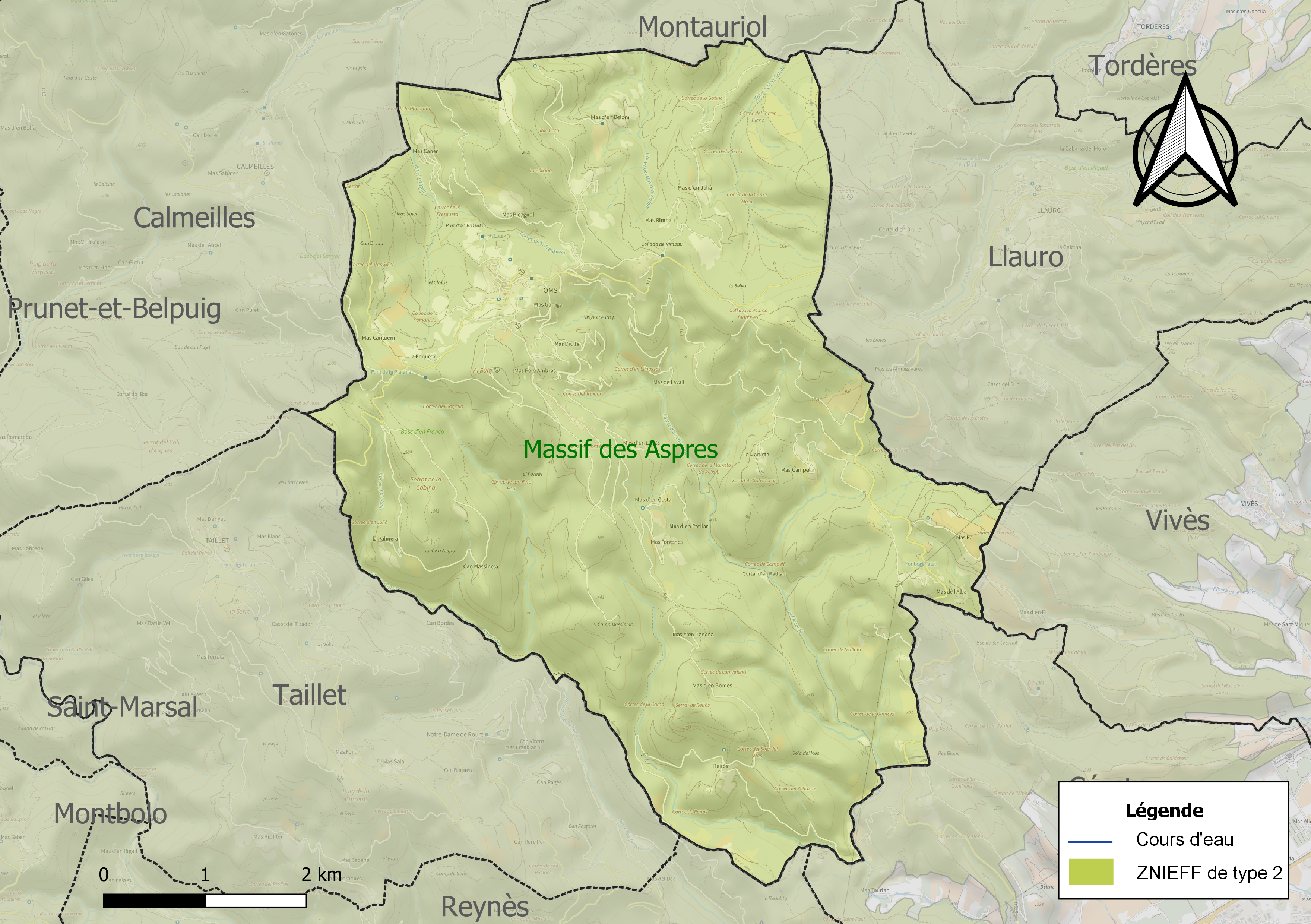
Carte de la ZNIEFF de type 2 localisée sur la commune.

L’inventaire des zones naturelles d'intérêt écologique, faunistique et floristique (ZNIEFF) a pour objectif de réaliser une couverture des zones les plus intéressantes sur le plan écologique, essentiellement dans la perspective d’améliorer la connaissance du patrimoine naturel national et de fournir aux différents décideurs un outil d’aide à la prise en compte de l’environnement dans l’aménagement du territoire.
Une ZNIEFF de type 2 est recensée sur la commune :
le « massif des Aspres » (28 819 ha), couvrant 37 communes du département.

## Urbanisme

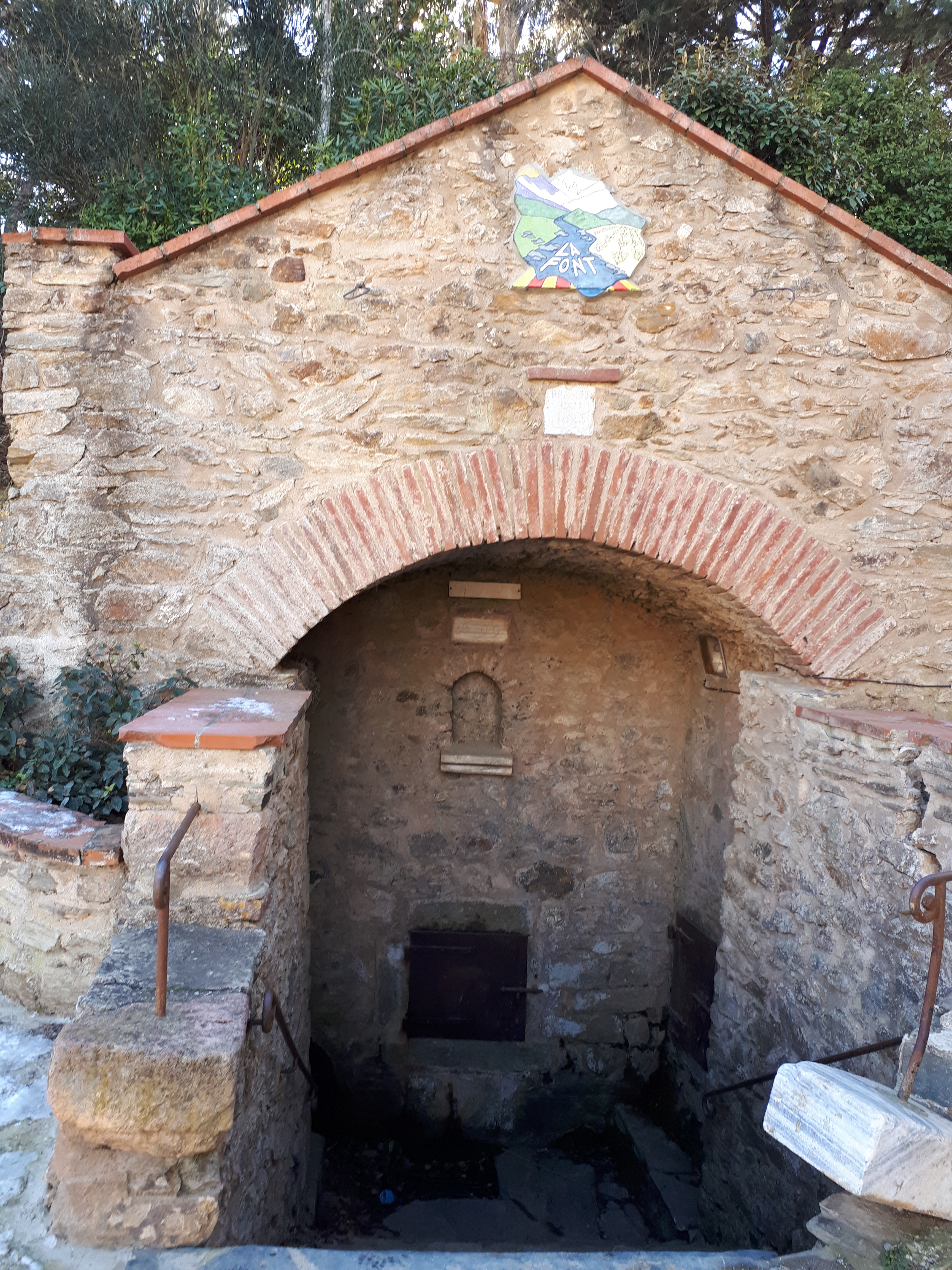
Fontaine du XVIIe siècle dans le village d'Oms. C'était le principal point d'approvisionnement en eau du village jusqu'au XXe siècle.

### Typologie
Au 1er janvier 2024, Oms est catégorisée commune rurale à habitat dispersé, selon la nouvelle grille communale de densité à sept niveaux définie par l'Insee en 2022.
Elle est située hors unité urbaine. Par ailleurs la commune fait partie de l'aire d'attraction de Perpignan, dont elle est une commune de la couronne,. Cette aire, qui regroupe 118 communes, est catégorisée dans les aires de 200 000 à moins de 700 000 habitants,.

### Occupation des sols
L'occupation des sols de la commune, telle qu'elle ressort de la base de données européenne d’occupation biophysique des sols Corine Land Cover (CLC), est marquée par l'importance des forêts et milieux semi-naturels (80,2 % en 2018), en diminution par rapport à 1990 (84 %). La répartition détaillée en 2018 est la suivante : 
forêts (78,2 %), zones agricoles hétérogènes (16,8 %), zones urbanisées (3 %), milieux à végétation arbustive et/ou herbacée (2 %). L'évolution de l’occupation des sols de la commune et de ses infrastructures peut être observée sur les différentes représentations cartographiques du territoire : la carte de Cassini (XVIIIe siècle), la carte d'état-major (1820-1866) et les cartes ou photos aériennes de l'IGN pour la période actuelle (1950 à aujourd'hui).

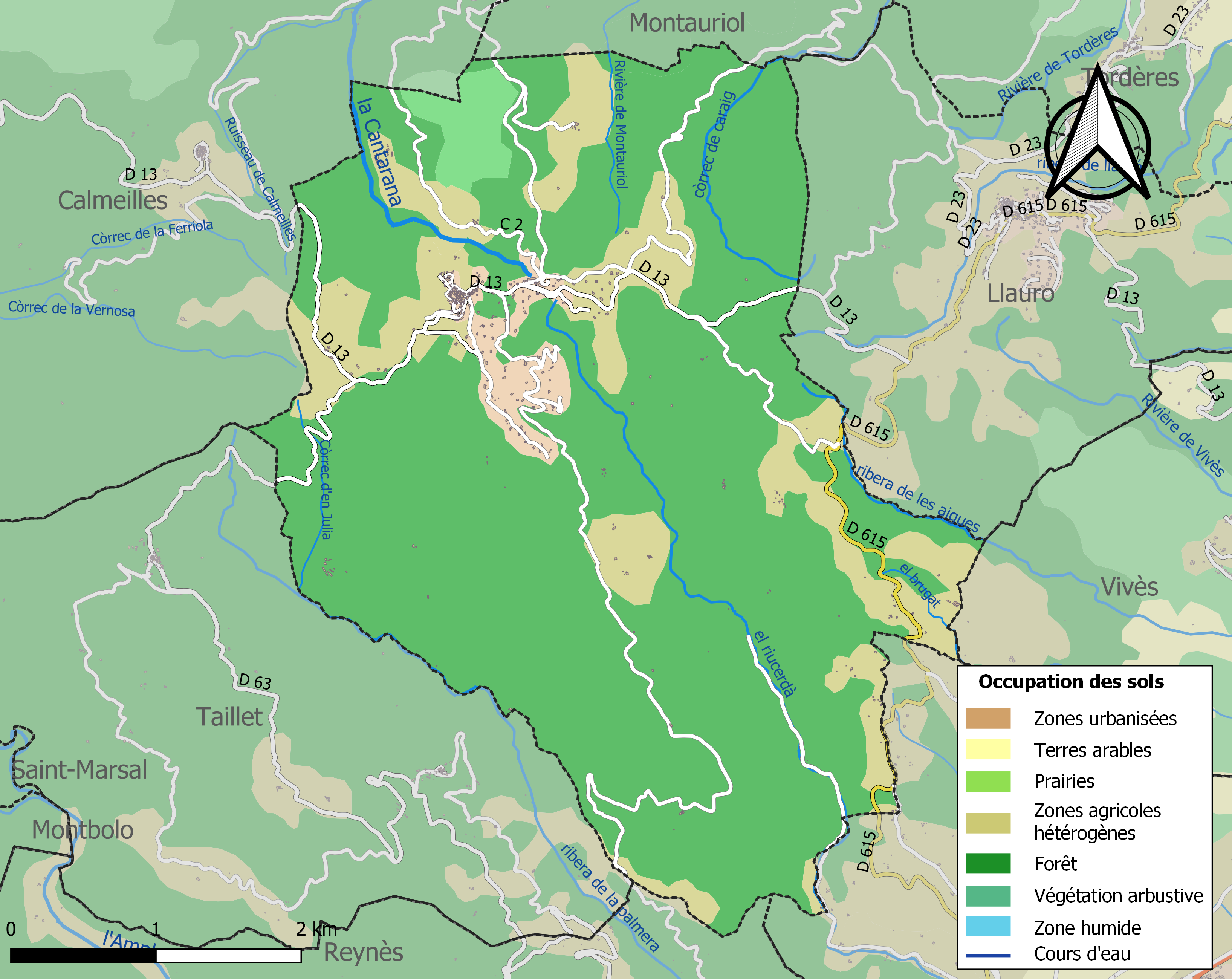
Carte des infrastructures et de l'occupation des sols de la commune en 2018 (CLC).

### Voies de communication et transports

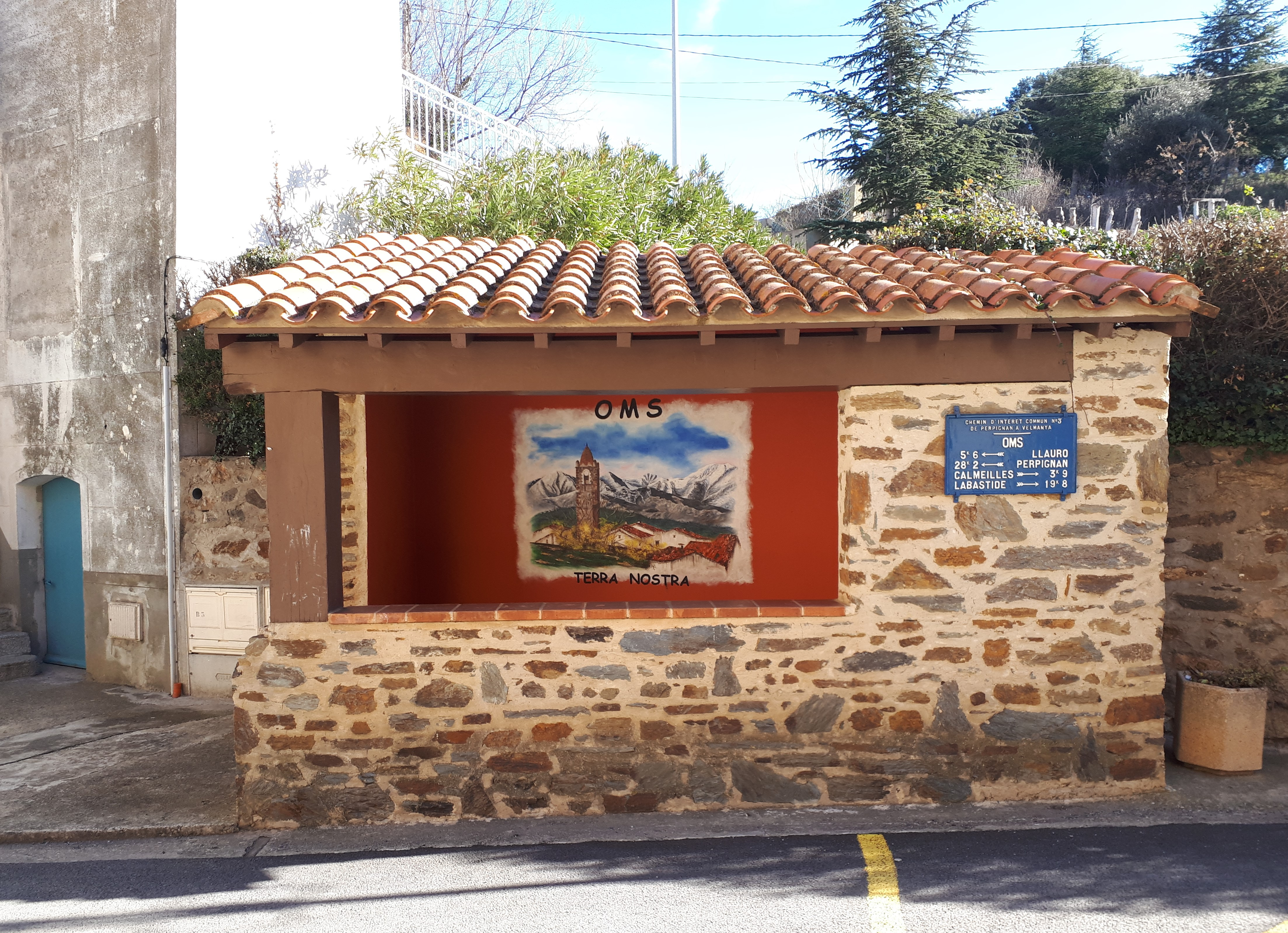
Abri dans le village avec une plaque CIC restaurée.

On accède à Oms par la RD 13 à partir du col de Llauro.

### Risques majeurs
Le territoire de la commune d'Oms est vulnérable à différents aléas naturels : inondations, climatiques (grand froid ou canicule), feux de forêts, mouvements de terrains et séisme (sismicité modérée). Il est également exposé à un risque particulier, le risque radon,.

#### Risques naturels

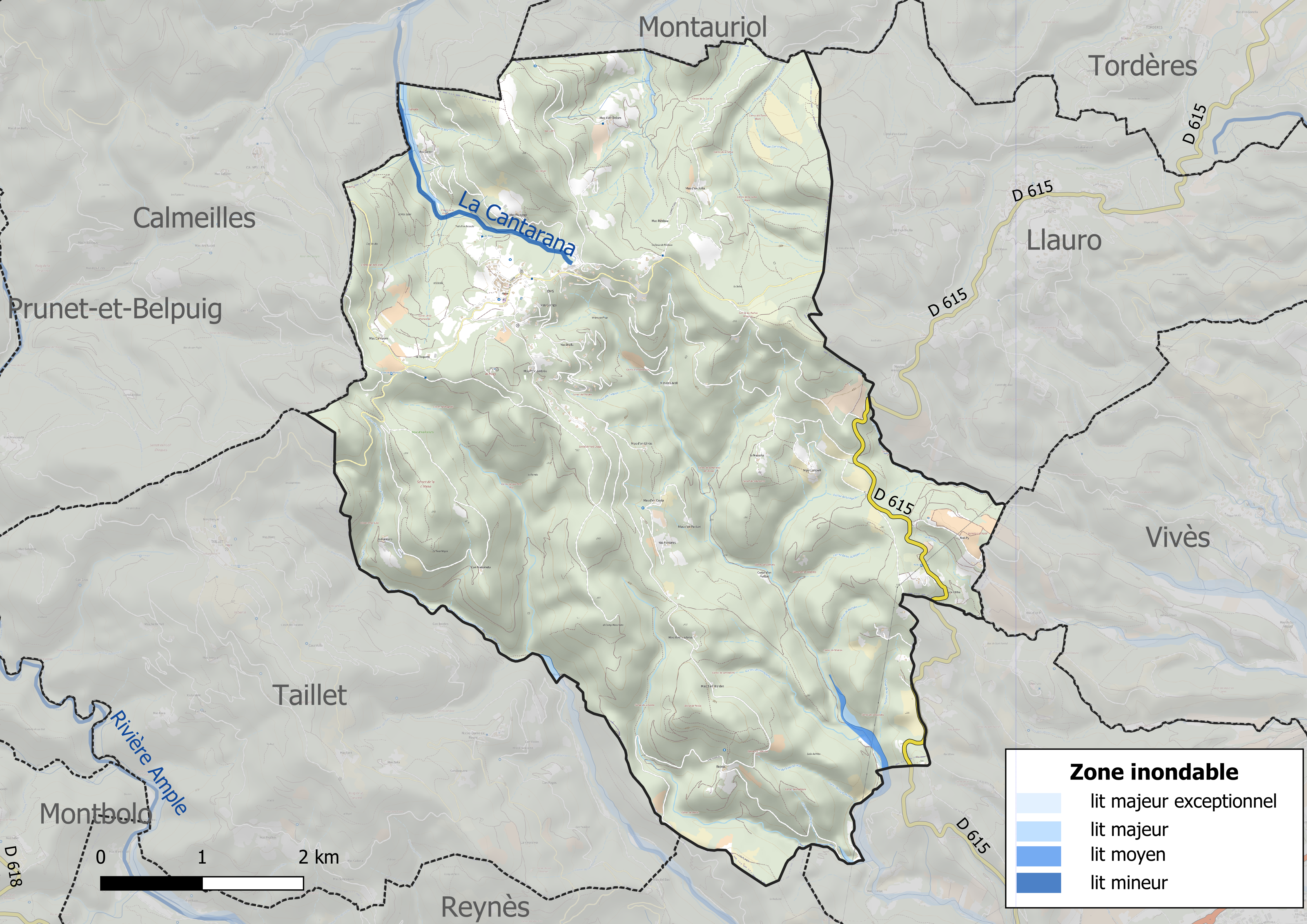
Zones inondables de la commune d'Oms.

Certaines parties du territoire communal sont susceptibles d’être affectées par le risque d’inondation par crue torrentielle de cours d'eau du bassin du Réart.
Les mouvements de terrains susceptibles de se produire sur la commune sont soit des glissements de terrains, soit des chutes de blocs, soit des effondrements liés à des cavités souterraines.. L'inventaire national des cavités souterraines permet par ailleurs de localiser celles situées sur la commune
Ces risques naturels sont pris en compte dans l'aménagement du territoire de la commune par le biais d'un plan de prévention des risques inondations et mouvements de terrains.

#### Risque particulier
Dans plusieurs parties du territoire national, le radon, accumulé dans certains logements ou autres locaux, peut constituer une source significative d’exposition de la population aux rayonnements ionisants. Toutes les communes du département sont concernées par le risque radon à un niveau plus ou moins élevé. Selon la classification de 2018, la commune d'Oms est classée en zone 3, à savoir zone à potentiel radon significatif.

## Toponymie
En catalan, le nom de la commune est Oms.
La première mention du nom du lieu, in villa Ulmis, est de 899.
L'étymologie d'Oms vient du latin Ulmus, rappelant probablement la présence d'ormes dont la silhouette caractéristique servait de repère au bourg primitif.

## Histoire

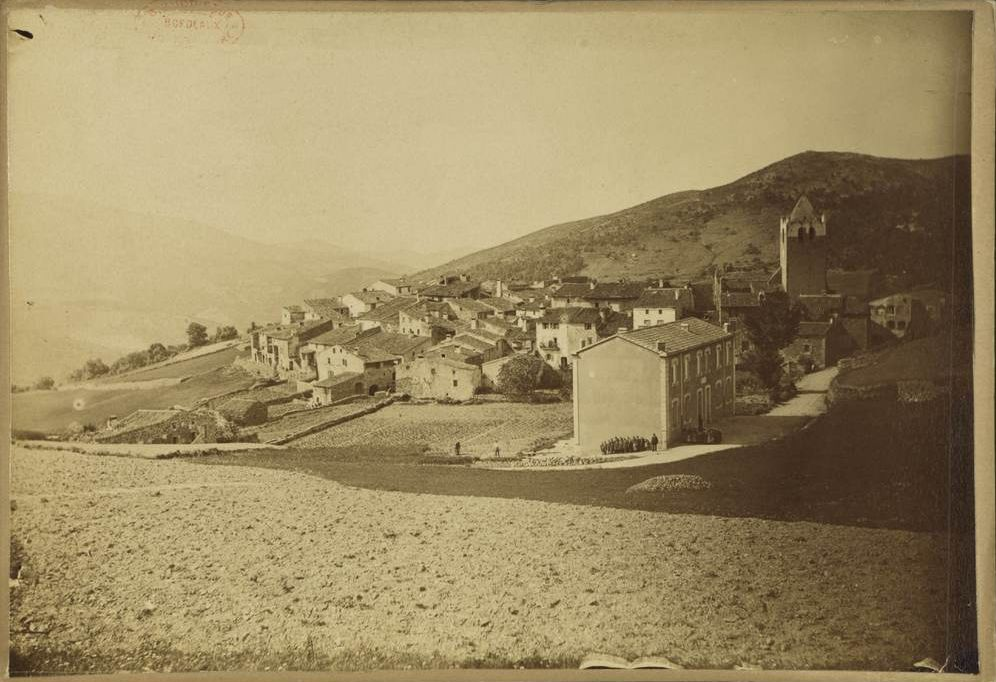
Oms vers 1885.

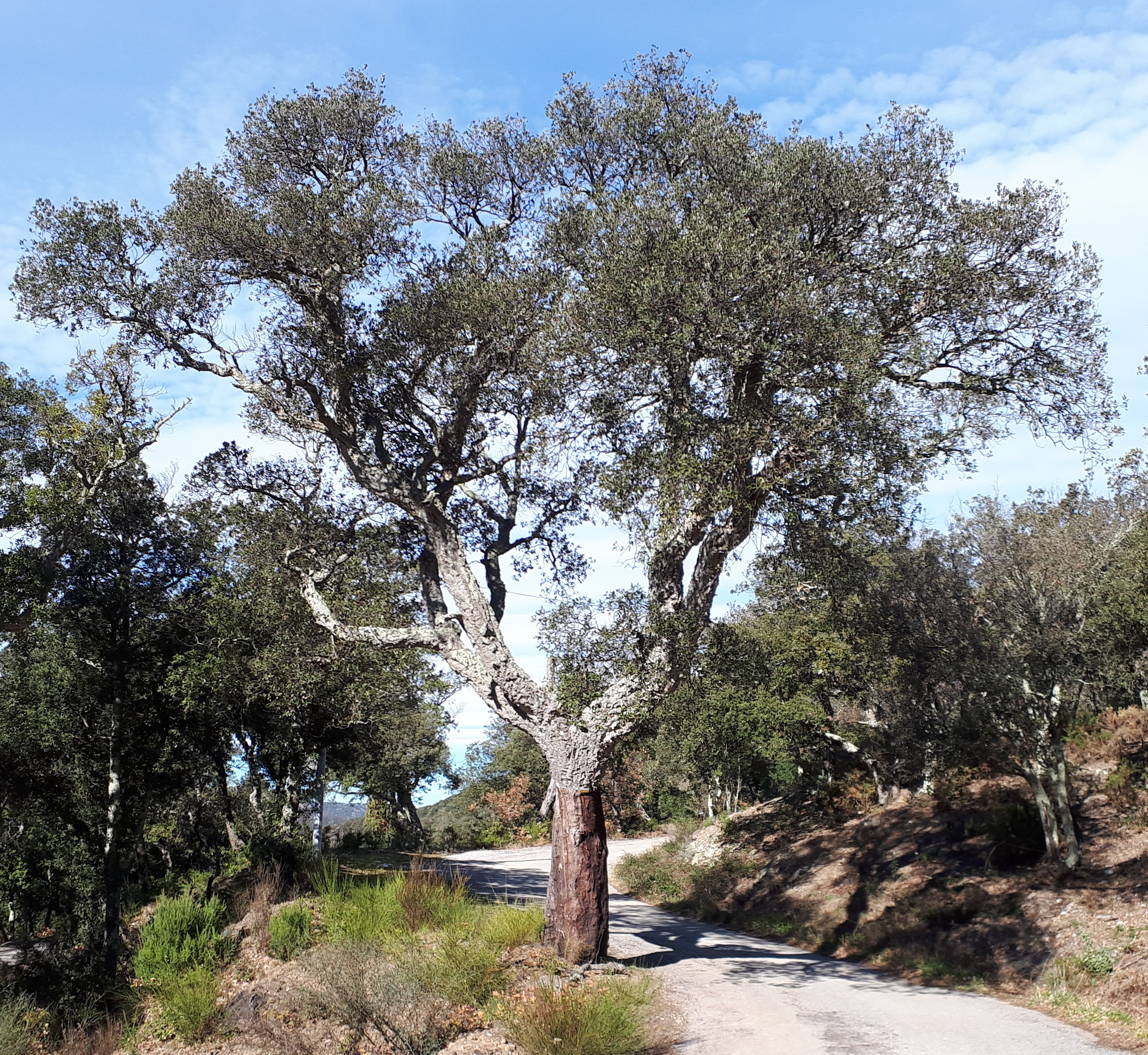
Chêne-liège à côté du village d'Oms - "un des villages bouchonniers des Aspres qui connut à la fin du XIXe siécle la prospérité grace la fabrication des bouchons de liège",.

Le village est mentionné dès le IXe siècle.
La première mention de l'église paroissiale Saint-Jean, au cœur du village, date de 1011.
Il fut le siège d'une puissante famille de seigneurs, la famille d'Oms, du VIIIe siècle au XVIIe siècle.
Le 28 avril 1794 eut lieu le combat d'Oms où la gauche de l'armée du général espagnol Luis Fermín de Carvajal fut défaite, par les 1 200 chasseurs de la Légion des Allobroges commandés par le capitaine Dessaix,.

Le 29 avril 1794, 3 000 espagnols contre-attaquaient. Les chasseurs se replièrent de butte en butte et de position en position pour amuser l'ennemi pendant toute la journée.

Le 30 avril 1794, la 2e bataille du Boulou, commençait.

## Politique et administration

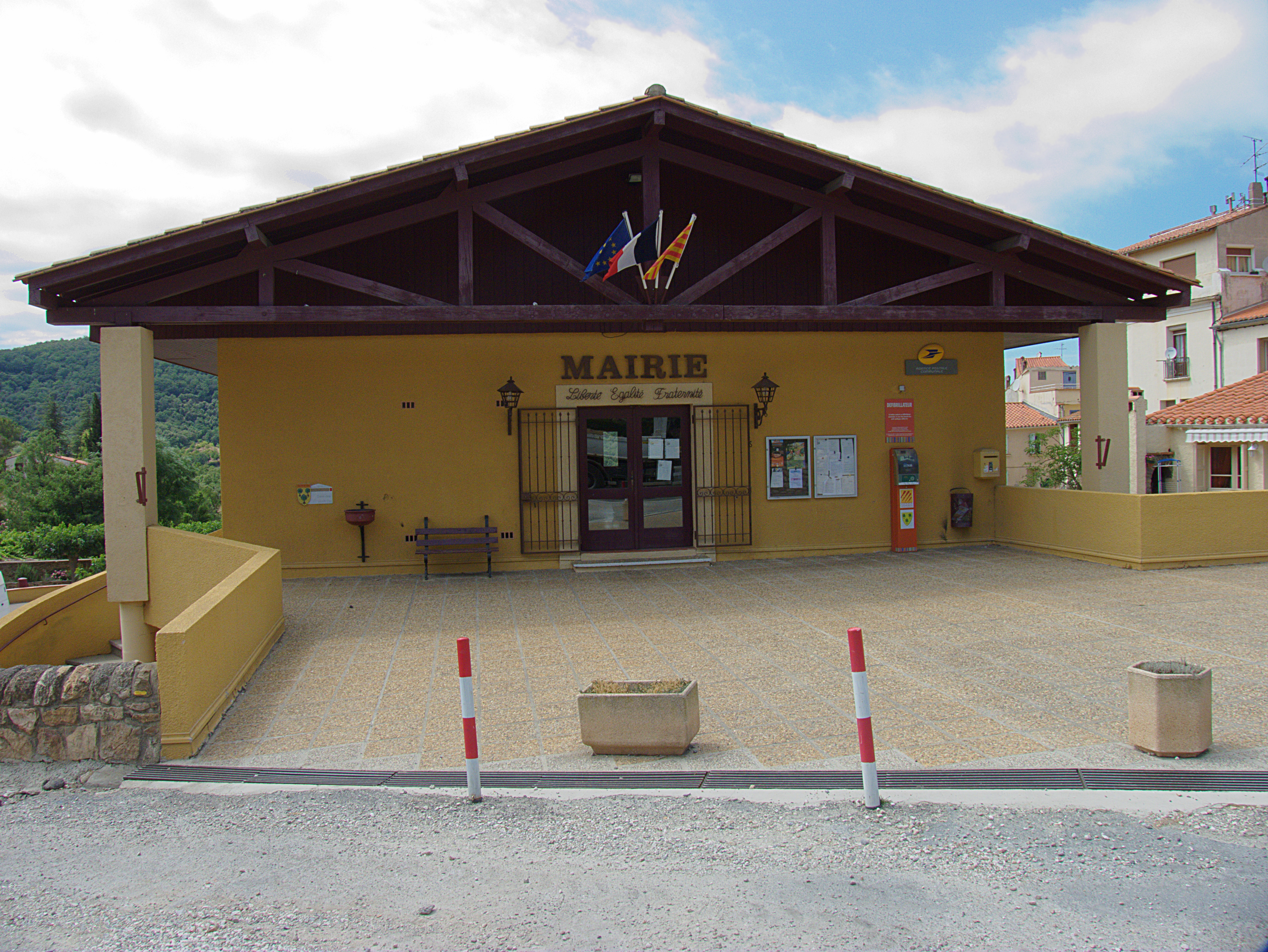
La mairie.

### Canton
À compter des élections départementales de 2015, la commune est incluse dans le nouveau canton des Aspres.

### Liste des maires
| Période   | Période   | Identité             | Étiquette | Qualité |
| --------- | --------- | -------------------- | --------- | ------- |
|           |           |                      |           |         |
| mars 2001 | mars 2008 | Marie-Dolorès Vargas |           |         |
| mars 2008 | 2020      | Christian Vila,      |           |         |
| 2020      | En cours  | Patrick Gericault    |           |         |

## Population et société

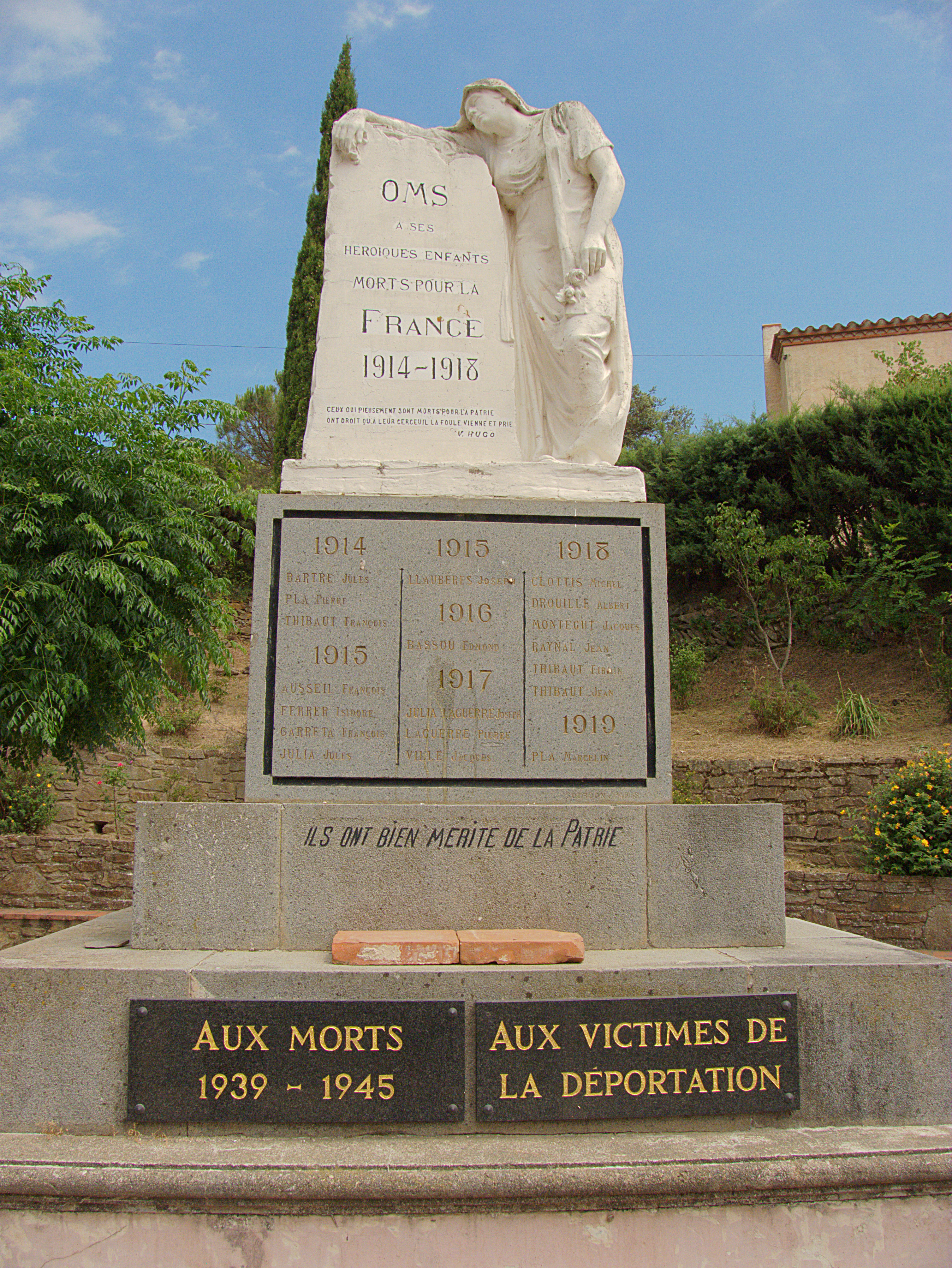
Le monument aux morts.

### Démographie ancienne
La population est exprimée en nombre de feux (f) ou d'habitants (H).
| 1365 | 1378 | 1470 | 1515 | 1643 | 1709 | 1720 | 1730  | 1767  |
| ---- | ---- | ---- | ---- | ---- | ---- | ---- | ----- | ----- |
| 21 f | 16 f | 8 f  | 8 f  | 40 f | 75 f | 69 f | 108 f | 619 H |

| 1774  | 1789  | - | - | - | - | - | - | - |
| ----- | ----- | - | - | - | - | - | - | - |
| 108 f | 110 f | - | - | - | - | - | - | - |

Note :
- 1720 : pour Oms et Montauriol ;
- 1789 : pour Oms et Roijan.

### Démographie contemporaine
L'évolution du nombre d'habitants est connue à travers les recensements de la population effectués dans la commune depuis 1793. Pour les communes de moins de 10 000 habitants, une enquête de recensement portant sur toute la population est réalisée tous les cinq ans, les populations de référence des années intermédiaires étant quant à elles estimées par interpolation ou extrapolation. Pour la commune, le premier recensement exhaustif entrant dans le cadre du nouveau dispositif a été réalisé en 2007.

En 2022, la commune comptait 354 habitants, en évolution de +6,95 % par rapport à 2016 (Pyrénées-Orientales : +3,92 %, France hors Mayotte : +2,11 %).
| 1793 | 1800 | 1806 | 1821 | 1831 | 1836 | 1841 | 1846 | 1851 |
| ---- | ---- | ---- | ---- | ---- | ---- | ---- | ---- | ---- |
| 350  | 503  | 530  | 548  | 577  | 508  | 546  | 585  | 551  |

| 1856 | 1861 | 1866 | 1872 | 1876 | 1881 | 1886 | 1891 | 1896 |
| ---- | ---- | ---- | ---- | ---- | ---- | ---- | ---- | ---- |
| 509  | 512  | 544  | 479  | 515  | 486  | 453  | 505  | 458  |

| 1901 | 1906 | 1911 | 1921 | 1926 | 1931 | 1936 | 1946 | 1954 |
| ---- | ---- | ---- | ---- | ---- | ---- | ---- | ---- | ---- |
| 415  | 415  | 406  | 330  | 325  | 305  | 253  | 233  | 174  |

| 1962 | 1968 | 1975 | 1982 | 1990 | 1999 | 2006 | 2007 | 2012 |
| ---- | ---- | ---- | ---- | ---- | ---- | ---- | ---- | ---- |
| 177  | 160  | 165  | 225  | 228  | 268  | 274  | 275  | 326  |

| 2017 | 2022 | - | - | - | - | - | - | - |
| ---- | ---- | - | - | - | - | - | - | - |
| 333  | 354  | - | - | - | - | - | - | - |

| selon la population municipale des années : | 1968 | 1975 | 1982 | 1990 | 1999 | 2006 | 2009 | 2013 |
| Rang de la commune dans le département      | 138  | 151  | 134  | 130  | 129  | 132  | 130  | 126  |
| Nombre de communes du département           | 232  | 217  | 220  | 225  | 226  | 226  | 226  | 226  |

### Manifestations culturelles et festivités
- Fête communale : dernier dimanche d'août[47].

### Sports
Oms est un passage prévu lors de la 15e étape du Tour de France 2021 (Céret-Andorre-la-Vieille) à 10,4 km après le départ de Céret.

## Économie

### Revenus
En 2018, la commune compte 140 ménages fiscaux, regroupant 288 personnes. La médiane du revenu disponible par unité de consommation est de 20 460 € (19 350 € dans le département).

### Emploi
|                | 2008   | 2013   | 2018   |
| -------------- | ------ | ------ | ------ |
| Commune        | 10,3 % | 17,4 % | 18,5 % |
| Département    | 10,3 % | 12,9 % | 13,3 % |
| France entière | 8,3 %  | 10 %   | 10 %   |

En 2018, la population âgée de 15 à 64 ans s'élève à 185 personnes, parmi lesquelles on compte 63 % d'actifs (44,5 % ayant un emploi et 18,5 % de chômeurs) et 37 % d'inactifs,. Depuis 2008, le taux de chômage communal (au sens du recensement) des 15-64 ans est supérieur à celui de la France et du département.
La commune fait partie de la couronne de l'aire d'attraction de Perpignan, du fait qu'au moins 15 % des actifs travaillent dans le pôle,. Elle compte 37 emplois en 2018, contre 46 en 2013 et 42 en 2008. Le nombre d'actifs ayant un emploi résidant dans la commune est de 86, soit un indicateur de concentration d'emploi de 43 % et un taux d'activité parmi les 15 ans ou plus de 41,9 %.
Sur ces 86 actifs de 15 ans ou plus ayant un emploi, 26 travaillent dans la commune, soit 30 % des habitants. Pour se rendre au travail, 81,3 % des habitants utilisent un véhicule personnel ou de fonction à quatre roues, 6,9 % s'y rendent en deux-roues, à vélo ou à pied et 11,7 % n'ont pas besoin de transport (travail au domicile).

### Activités hors agriculture

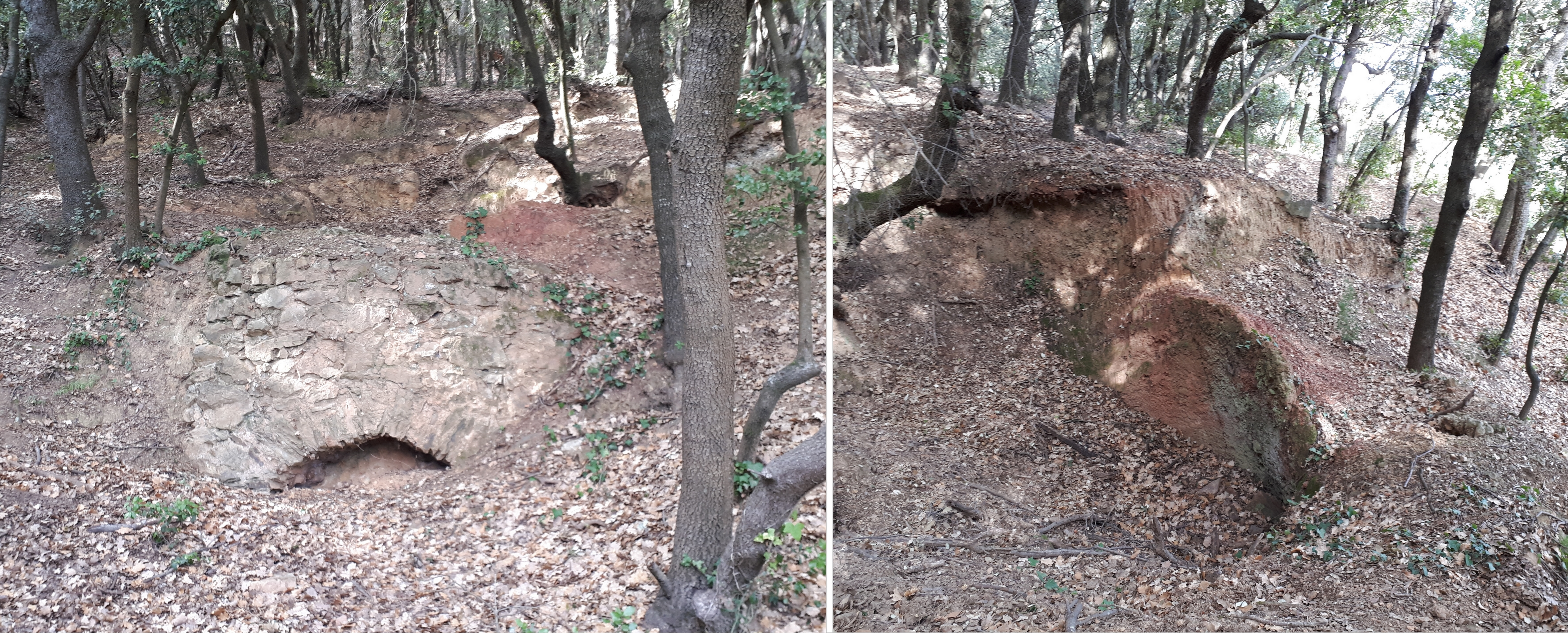
Vestiges d'un four à chaux, Oms, sur la pente est de la colline de la Calcine,.

#### Secteurs d'activités
31 établissements sont implantés  à Oms au 31 décembre 2019. Le tableau ci-dessous en détaille le nombre par secteur d'activité et compare les ratios avec ceux du département,.
| Secteur d'activité                                                                                        | Commune | Commune | Département |
| Secteur d'activité                                                                                        | Nombre  | %       | %           |
| --- | ------- | ------- | ----------- |
| Ensemble                                                                                                  | 31      |         |             |
| Industrie manufacturière, industries extractives et autres                                                | 1       | 3,2 %   | (8,7 %)     |
| Construction                                                                                              | 3       | 9,7 %   | (14,3 %)    |
| Commerce de gros et de détail, transports, hébergement et restauration                                    | 10      | 32,3 %  | (30,5 %)    |
| Information et communication                                                                              | 1       | 3,2 %   | (1,9 %)     |
| Activités immobilières                                                                                    | 3       | 9,7 %   | (6,2 %)     |
| Activités spécialisées, scientifiques et techniques et activités de services administratifs et de soutien | 6       | 19,4 %  | (13 %)      |
| Administration publique, enseignement, santé humaine et action sociale                                    | 3       | 9,7 %   | (13,9 %)    |
| Autres activités de services                                                                              | 4       | 12,9 %  | (8,5 %)     |

Le secteur du commerce de gros et de détail, des transports, de l'hébergement et de la restauration est prépondérant sur la commune puisqu'il représente 32,3 % du nombre total d'établissements de la commune (10 sur les 31 entreprises implantées  à Oms), contre 30,5 % au niveau départemental.

### Agriculture
|               | 1988 | 2000 | 2010 | 2020 |
| ------------- | ---- | ---- | ---- | ---- |
| Exploitations | 11   | 11   | 9    | 5    |
| SAU (ha)      | 341  | 146  | 273  | 167  |

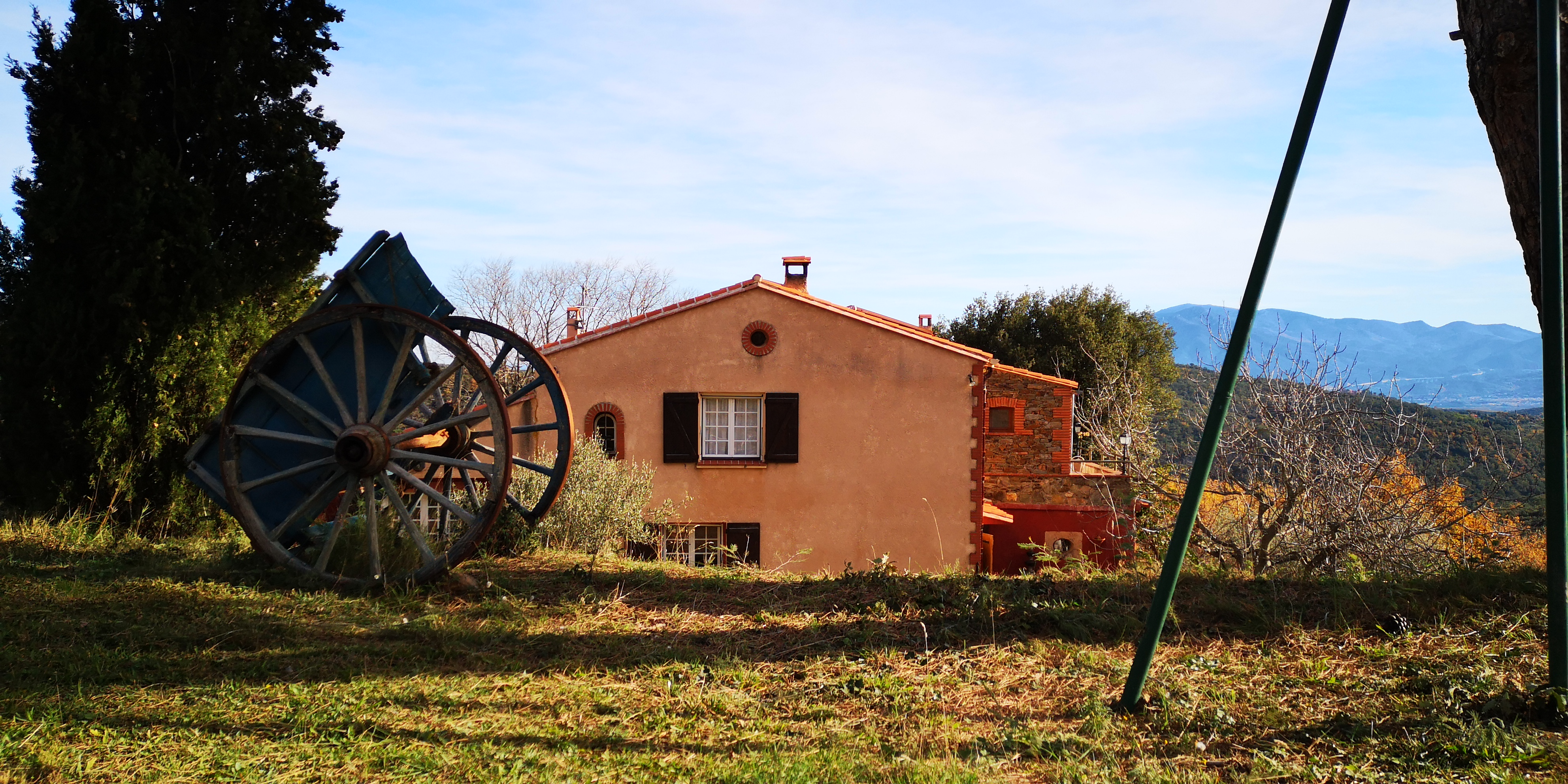
Mas à Oms.

La commune est dans les « Vallespir et Albères », une petite région agricole située dans le sud du département des Pyrénées-Orientales. En 2020, l'orientation technico-économique de l'agriculture  sur la commune est la polyculture et/ou le polyélevage. Cinq exploitations agricoles ayant leur siège dans la commune sont dénombrées lors du recensement agricole de 2020 (onze en 1988). La superficie agricole utilisée est de 167 ha,,.

## Culture locale et patrimoine

### Monument et lieux touristiques

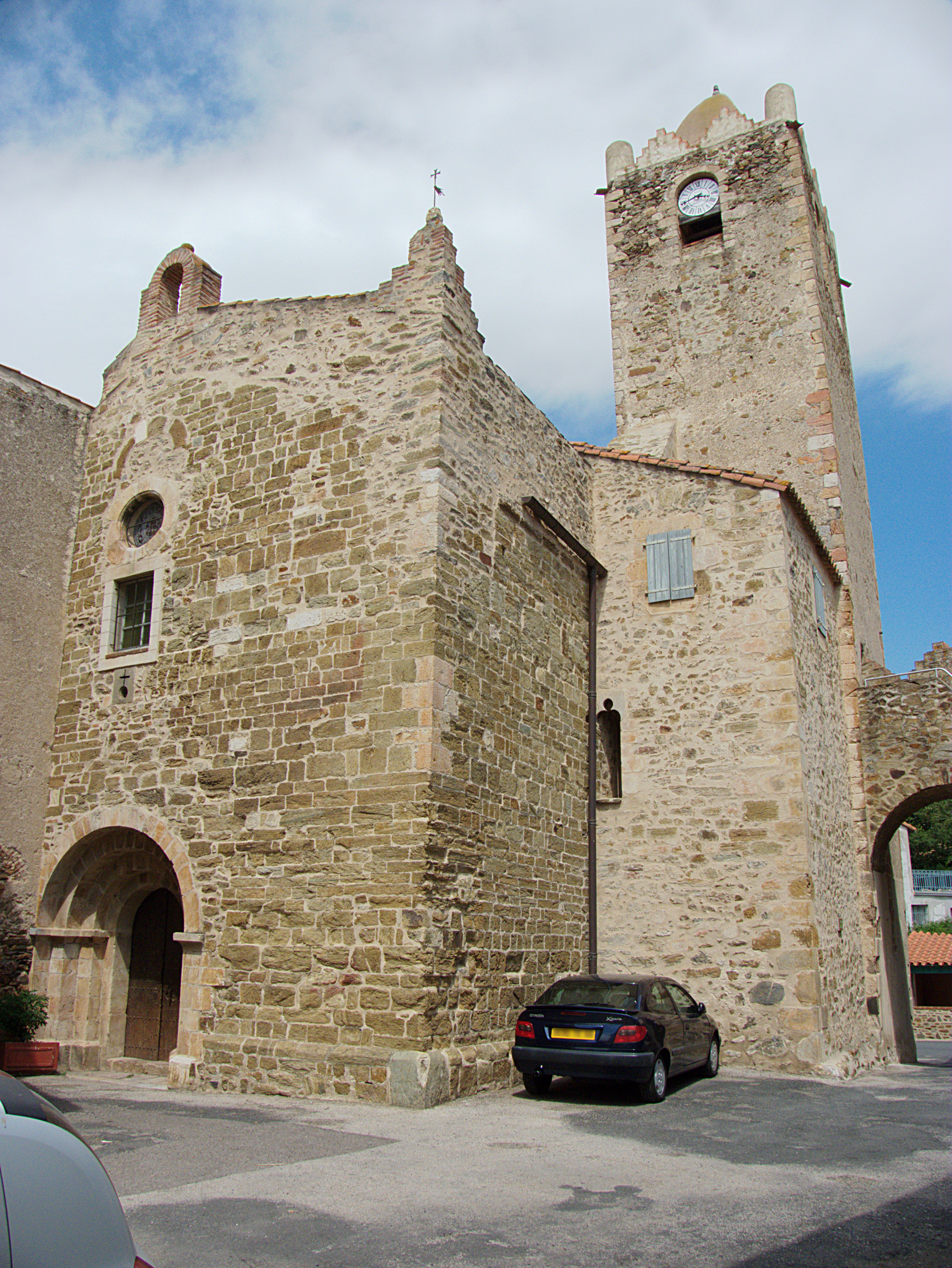
L'église Saint-Jean.

- Le cœur du vieux village est la place principale, située au pied de l'église, et dominée par son clocher. Son côté est est délimité par l'église Saint Jean et la porte fortifiée qui lui est attenante, vestige des remparts et du château seigneurial.
- L'église paroissiale Saint-Jean date vraisemblablement du XIIe siècle, ou du XIIIe siècle. Des chapelles ont été adjointes à la nef romane à l'époque moderne (XVIIIe siècle), mais l'édifice a conservé son allure sévère et imposante, dénué de toute décoration, car intégré aux fortifications du village. On remarquera l'abside romane, en partie englobée dans des constructions postérieures, le clocher fortifié (remanié) et le portail roman, à trois voussures. L'édifice a été inscrit au titre des monuments historiques en 1964[53]. Plusieurs objets sont référencés dans la base Palissy (voir les notices liées)[53].
- Le sommet de La Calcine, à 600 mètres d'altitude, est le point culminant d'un circuit pédestre balisé qui débute dans le village d'Oms[54].

### Personnalités liées à la commune
- Les seigneurs d'Oms, dont certains se sont illustrés dans les luttes contre les troupes royales françaises et aragonaises.

### Héraldique
| Blason de Oms | Blason  | D’argent aux trois ormes arrachés au naturel.    |
| Blason de Oms | Détails | Le statut officiel du blason reste à déterminer. |